# Hymenocephalus longibarbis
Hymenocephalus longibarbis es una especie de pez de la familia Macrouridae en el orden de los Gadiformes.

## Hábitat
Es un pez de aguas profundas que vive entre 430-920 m de profundidad.

## Distribución geográfica
Se encuentra al noroeste de Australia.